# 芦刈山

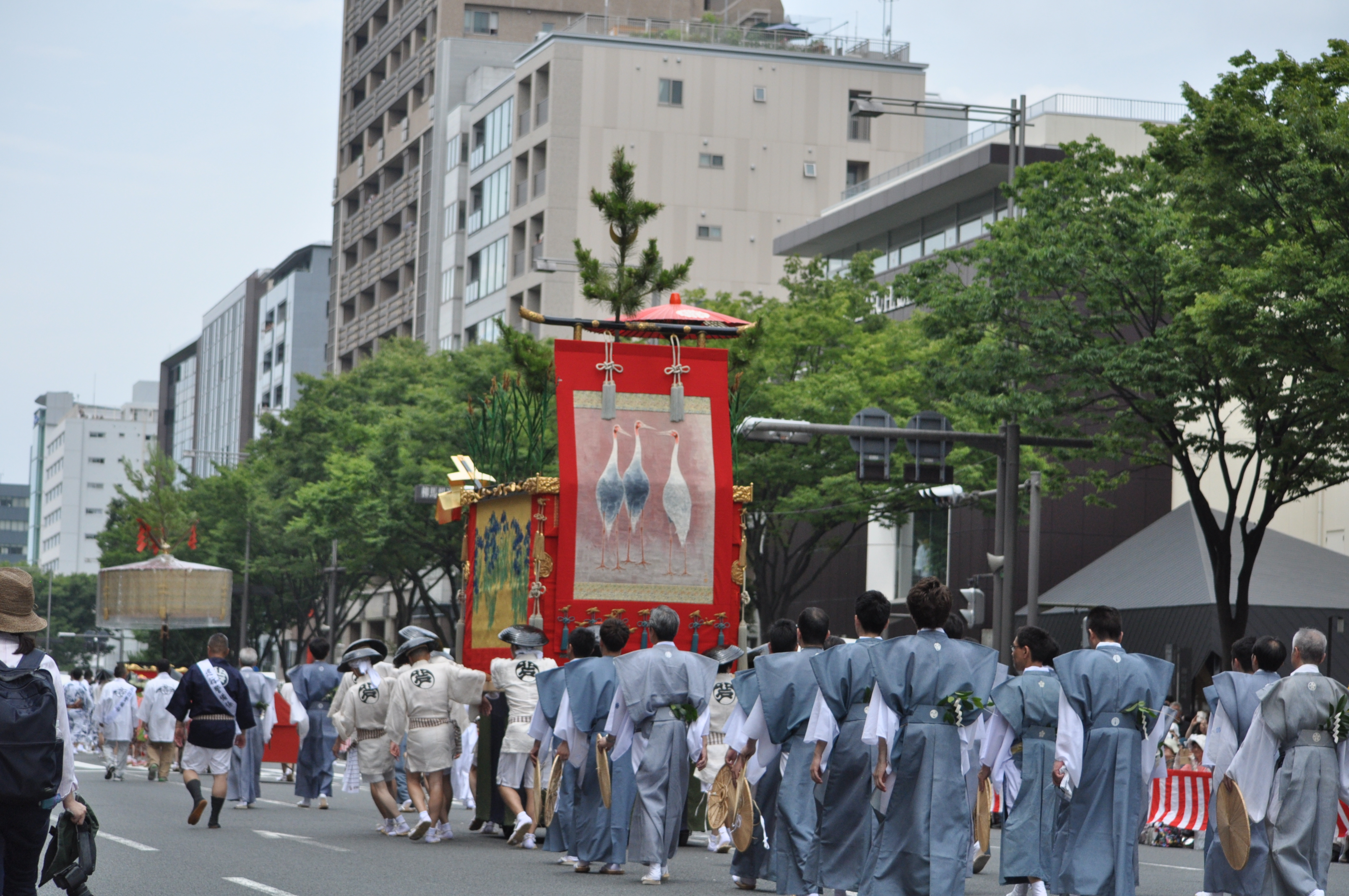
芦刈山

芦刈山（あしかりやま）は、祇園祭先祭の山の一つ。

## 概要
この山は謡曲『芦刈』を取材し、乳母（めのと）として都に上がった妻の帰りを待ちわびながら難波の浅瀬で芦（アシ）を刈る老翁の姿を現した人形を御神体として祀る。

## 装飾品
芦刈山には多くの装飾品があり、日本画家・皆川華楊の原画に基づく前掛『凝視』（1986年）、見送『鶴図』（1985年）等がある。